# Barraca C-17
La barraca C-17 és una barraca de vinya situada al municipi de Subirats (Alt Penedès), al marge d'una vinya, al nord del Pago, sobre Can Sala.
És una construcció de pedra seca. de planta circular, amb una amplada entre 3 i 2,8 m, i una alçada màxima de 2,32 m. La construcció és de la tipologia de sostre de falsa volta, típic en aquestes edificacions (acostament de filades de pedra seca, sense cap mena de material d'unió, i amb una gran llosa per tapar el sostre). El portal, amb la llinda plana, està orientat al sud-est, té una alçada de 105 cm, una amplada de 35-50 cm i un gruix de 70 cm. Al sostre hi ha pedres i terra. Té dos conjunts verticals de cocó/fornícula, una fornícula i una espitllera. Està adossada parcialment a un marge.
El codi utilitzat en la denominació d'aquesta barraca (lletra + número) procedeix d'un estudi realitzat per Araceli Soler i Jaume Rovira, que intenta sistematitzar la informació sobre aquests elements arquitectònics al terme de Subirats.